# Cine Lorca
El Cine Lorca es un clásico cine arte de la avenida Corrientes en Buenos Aires.
Inaugurado en 1968 con el nombre de Cine Lion, el edificio ocupa el lugar donde antes estuvo el Cine Éclair, en Corrientes 1428. A principios de los años '70, formaba parte de un circuito de cine artes que estaban en el tramo de avenida Corrientes entre 9 de Julio y Callao: el Lorange (actual Teatro Apolo, Av. Corrientes 1372), el Loire (actual Teatro Picadilly, ídem 1524), el Lorraine (actual Librería Losada, íd. 1551) y el Losuar (actual Librería Gandhi, íd. 1694), "los cines de la L" creados por el entrerriano Alberto Kipnis de los cuales ya no queda ninguno
Es un edificio de estilo moderno, con una fachada vidriada negra y espejada de la cual cuelga el cartel luminoso que se enciende de noche, el mismo desde la inauguración del cine. El hall tiene doble altura, y el Lorca tiene dos salas, una en planta baja y otra en planta alta, decoradas con tiras de madera de distintos tonos.